# کشتار بی‌گناهان

کشتار بی‌گناهان (۱۵۹۱ میلادی) اثر نقاش هلندی کورنلیس ون هارلم (۱۵۶۲ - ۱۶۳۸ میلادی)

کشتار بی گناهان اثری است از نقاش منریست هلندی، کورنلیس ون هارلم (۱۵۶۲ - ۱۶۳۸ میلادی) که در سال ۱۵۹۱ میلادی خلق شده‌است.
این اثر نیمه منریسم که صحنه کشتار کودکان بی‌گناه در بیت لحم توسط سربازان هرود در هنگام تولد عیسی مسیح را به تصویر کشیده‌است، دومین کار مشابه نقاش با این سناریو است که در فاصله کمتر از یک سال خلق شده‌است. هرود هنگامی که خبر تولد پسر بچه‌ای در قلمرو حکومتش را شنید که بنا به گفته منجمین دربارش، پادشاه یهود خواهد شد، دستور داد تا تمام پسران زیر دو سال در بیت لحم کشته شوند.
خشونت فراوان و پیکره‌های عریان شبه هرکولی، اغراق در تنش و حس جاری در صحنه و پرسپکتیوی ناقص با پیکره‌های نیمه عریان، همه و همه از مشخصات منریسم هلندی اواخر قرن شانزدهم میلادی است که به وضوح در این اثر قابل تشخیص است.
تاثیر این اثر در شاهکار روبنس، نقاش فلاندری قرن هفدهم میلادی یعنی «کشتار بی‌گناهان» (نامی مشابه با این اثر) که در حدود سال ۱۶۱۱ میلادی خلق شد، غیرقابل انکار است. این اثر نیز مشابه نگاره‌های ون هارلم، در دو نسخه تهیه شد که شامل مطالعه اولیه و نسخه نهایی بود. شاهکار روبنس هنوز لقب گرانقیمت‌ترین تابلوی استادان کهنه‌کار (به انگلیسی: The Old Masters) را یدک می‌کشد.
نسخه دوم «کشتار بی‌گناهان» ون هارلم (این اثر)، هم‌اکنون در موزه فرانس هالس در شهر هارلم در هلند نگهداری می‌شود.